# 苗木城
苗木城（日语：／ Naegi-jō ?）是位于今天日本岐阜县中津川市的一座城堡（山城），处于木曾川畔。该城为远山正廉所筑，在历史上曾长期属于美浓豪族远山氏，亦曾为武田氏、森氏、河尻氏（川尻氏）所统治。在德川幕府时期为外様城藩苗木藩之藩厅所在地，后于废藩置县时被废城。1981年，遗址被指定为日本的国之史迹。2017年4月6日，被选作为续日本100名城的第142名。

## 别称与传说
苗木城又被称作为雾之城（日语： Kasumi-ga-jō ?），又因为筑城时使用的是红粘土而非一般日本城堡所使用的白灰泥，城的外墙呈现出红色，所以亦被称作赤壁城。
关于苗木城的墙为什么会是红色的原因，流传着这样一段传说：传说原本这座城的外墙上涂着有白灰泥，但是由于住在木曾川里的龙讨厌白色，所以经常破坏它，即使重新涂了几次灰泥，还是会刮起暴风雨，把灰泥剥掉了。
另外，中部日本新闻（后来的中日新闻）晚报在20世纪60年代前期刊登的《故乡的童话》报道中也刊登了类似的传说：苗木城虽然原本建了有美丽的白墙，但灰泥总会在一夜之间剥落下来，露出里面的红土。无论重新涂多少次，到了第二天早上还是会变回原来的样子。有一天，城主为了监视犯人，就一个人在夜晚的天守阁里看着。就在这时，夜空乌云密布，突然开始刮风下雨，暴风雨刚开始，一条可怕的巨龙就出现了，当它把热息吐向城堡时，墙上的灰泥马上就脱落了下来。
实际上，是因为苗木藩在经济上实力薄弱，无法筹措出涂漆灰泥的经费（幕末时期石高只有一万石的城藩只有苗木藩），才导致了苗木城的城墙只能留有红色。

## 历史

### 筑城背景
镰仓时代初期，以岩村城为根据地统治惠那郡的地头远山氏的第一代家主远山景朝的长子远山景村，为了确立远山家在木曾川北部的领地，于1242年（仁治二年）从木曾川左岸的西山户向右岸的那木津户（当时被称为那木（苗木））进军。这是是远山氏进军木曾川北部的开始。
1331～1334年间（元弘年间），远山一云入道，远山景长父子于高森山（现在的中津川市苗木町）上筑寨，这是苗木地区筑城寨的开始。1334年～1336年间（元弘至建武年间），远山景利又在惠那郡福冈村植苗木筑造广惠寺城迎接宗良亲王。
1473年（文明五年）十月，应仁之乱爆发，与美浓守护土岐家为敌的信浓国人小笠原家长与木曾家丰从伊那谷和木曾谷进攻东美浓。从此之后，苗木地区长期处于木曾氏、小笠源氏的控制之下。小笠原定基的家臣高柴景长在1524年（大永四年）三月受命在苗木建造神明神社（“苗木字日比野”）。
1526年（大永六年），远山一云入道昌利从植苗木移馆到高森山。1534年（天文三年），松尾小笠原氏的本城松尾城被攻陷落，小笠原定基之子小笠原贞忠逃往甲斐国，投靠武田氏，远山氏的威胁消失。1542年（天文十一年）十一月，远山景安向笠木社捐赠梵钟，以此巩固于苗木的势力。

### 筑城之后到本能寺之变后
1532年～1555年（天文年间），远山正廉在高森山建造苗木城。1560年（永禄三年）五月，苗木勘太郎（一说为远山直廉）作为织田家一方，参加了桶狭间之战，他的女儿（龙胜院）在1565年（永禄八年）以织田信长的养女身份，嫁给了甲斐国大名武田信玄之子武田胜赖。
1569年（永禄十二年）六月十八日，苗木城主、云岳宗兴大禅定门（远山正廉）去世，远山直廉继任城主。1572年（元龟三年）五月十八日，苗木城主、云岳宗高大禅定门（远山直廉）去世。通说原因为直廉根据武田信玄的指示进攻飞驒国益田郡竹原，与三木氏交战并于大威德寺爆发战斗，其于这场战斗中中箭，不治身亡。在织田信长的命令下，饭羽间远山氏的远山友胜继承了苗木远山氏。
同年十二月，武田家臣秋山虎繁（秋山信友）在上村合战中击败了远山景行、苗木勘太郎、串原右马介经景、小里内记等人的军队。1573年～1582年（天正年间前半段），苗木城城主远山友胜去世，远山友忠成为城主。1573年（天正元年）八月，武田家臣木曾义昌向东进攻，攻下河折笼屋，并攻打苗木城。1574年（天正二年）二月，武田胜赖大举进攻东美浓，先攻陷高山城、苗木城，再攻陷十六座支城。1575年（天正三年），织田信忠攻陷岩村城，夺回东美浓诸城。
1582年（天正十年），织田家臣、兼山城主森长可攻下苗木城。1583年（天正十一年），森长可再次进攻苗木地区，苗木城陷落。远山友忠、远山友政父子逃至远江国滨松城，投靠德川家康。

### 本能寺事变之后
1599年（庆长四年），森氏因功被移封到信浓国川中岛（川中岛藩）。川尻直次（河尻秀长）成为苗木城主，关治兵卫成为城代。1600年（庆长五年），因为川尻直次于关原之战中支持以石田三成为首的西军，德川家康命远山友政攻打岩村城、苗木城，并在战后赐予其苗木城附近领地，远山家重回东美浓旧领（旧领安堵）。

### 明治以后
1869年（明治二年），苗木藩藩主远山友详（友禄）因版籍奉还而成为藩知事。1871年（明治四年），苗木藩因废藩置县而废藩，改为苗木县。1884年（明治十七年）7月7日，明治天皇下诏授予各华族爵位，远山友详被封子爵。
1981年（昭和五十六年），苗木城遗址被指定为国之史迹。2017年（平成二十九年）4月6日，苗木城被选定为续日本100名城（第142名）。

## 遗址残留
- 本丸[23]、二之丸[24]、三之丸[25]等的石垣、大矢仓迹[26]、风吹门迹[27]、绵仓门等的门迹、护城河都残留了下来。
- 天守台和大矢仓的石垣、马洗岩等巨大的自然石在多处被利用是其最大的特征。
- 菱橹台下有一口被称为千石井的井。大手道长500米，高低差150米，被称为“四十八弯道”[28]。
- 作为城堡的一部分，大门的门柱被保留下来，在中津川市苗木远山史料馆展出。

## 关联图像

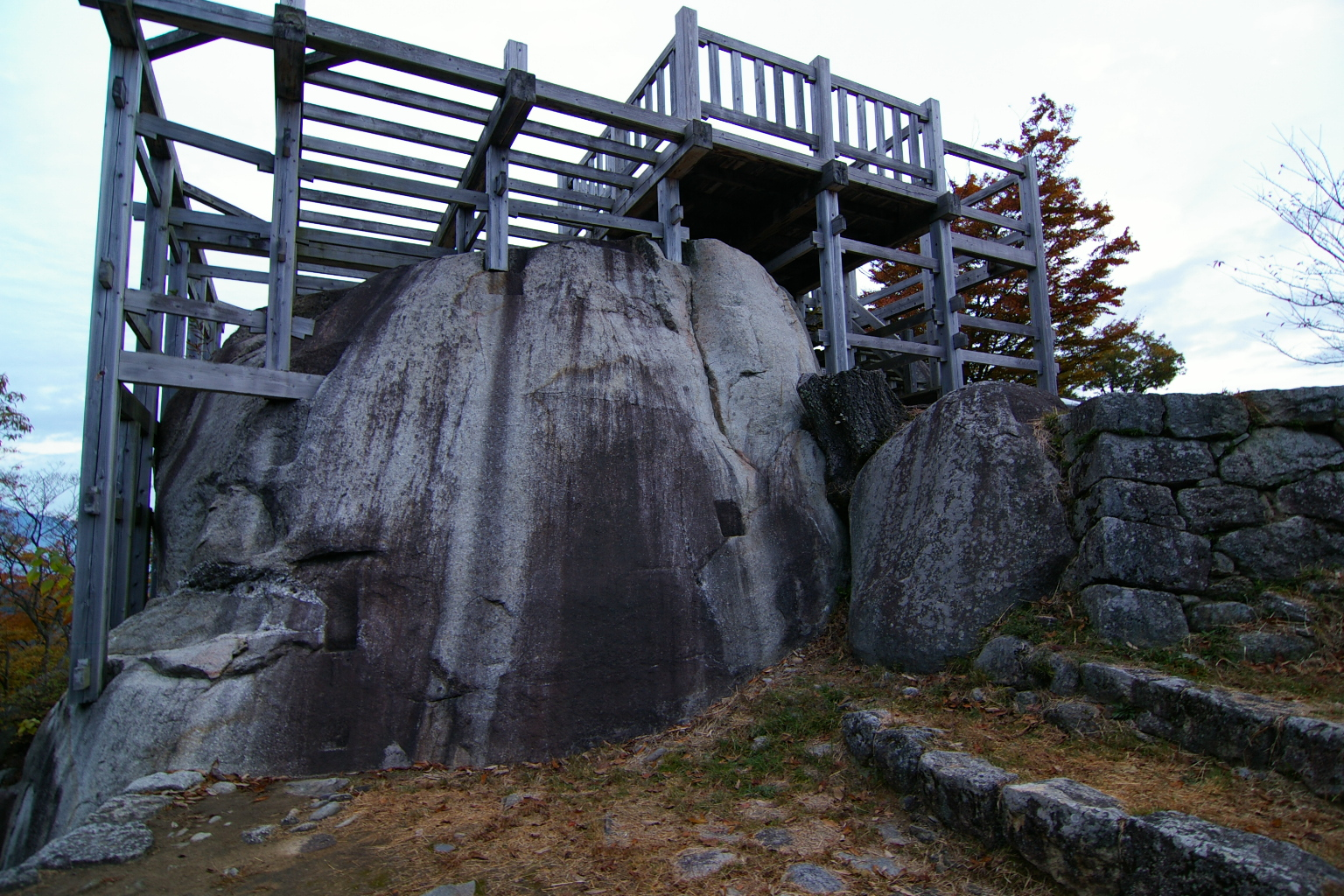
天守阁遗址
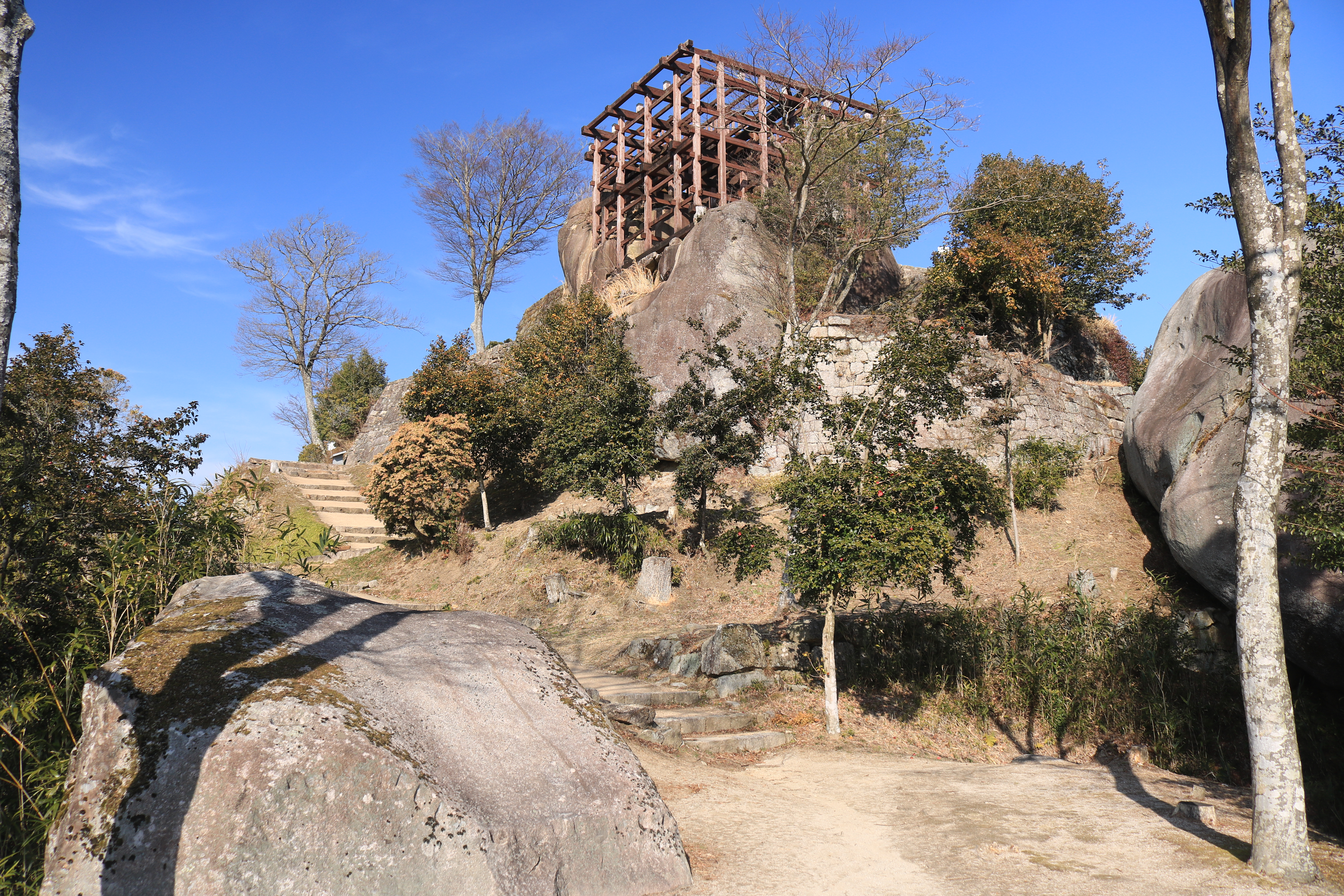
本丸与天守瞭望台
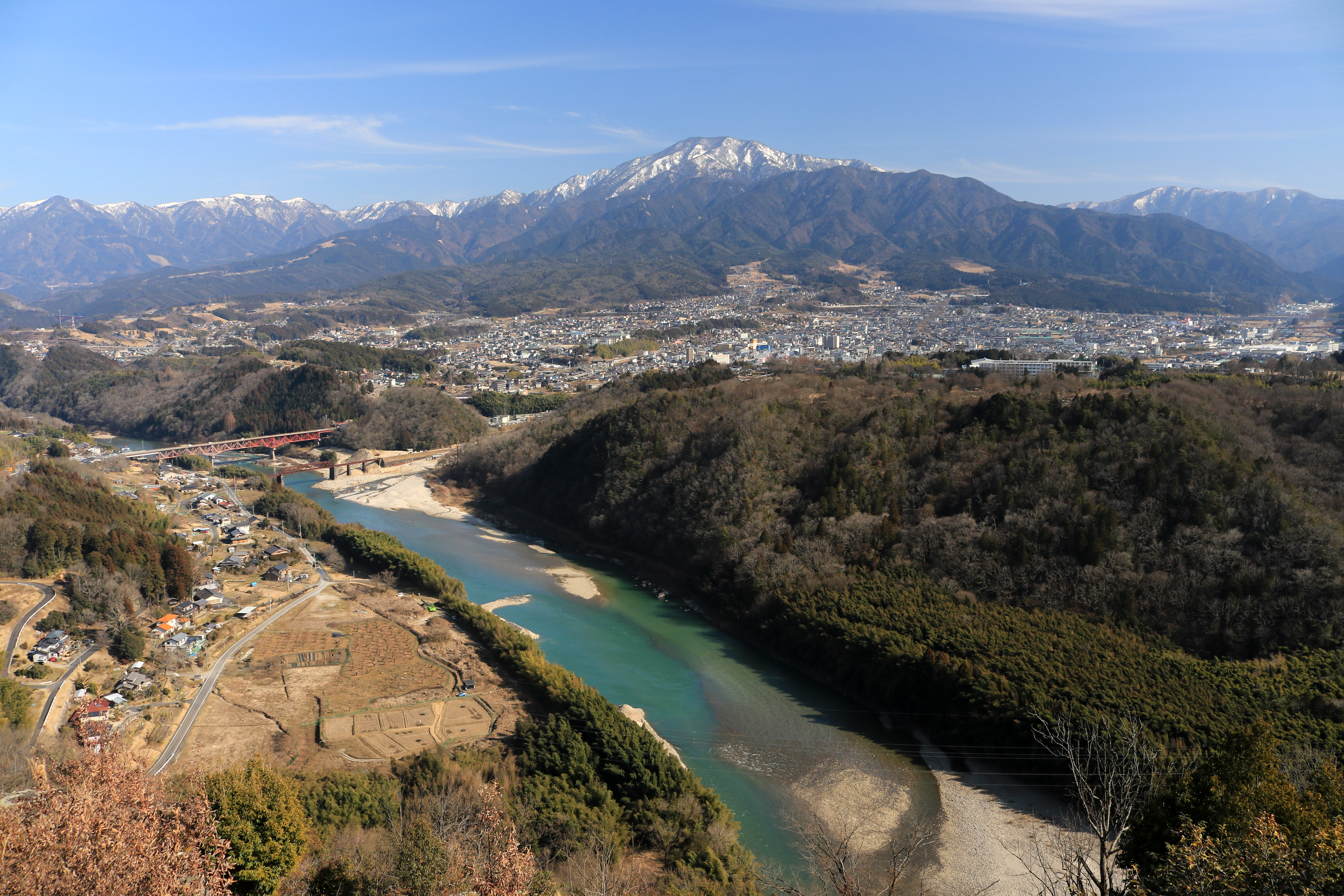
从天守瞭望台下望木曾川、中津川市与恵那山
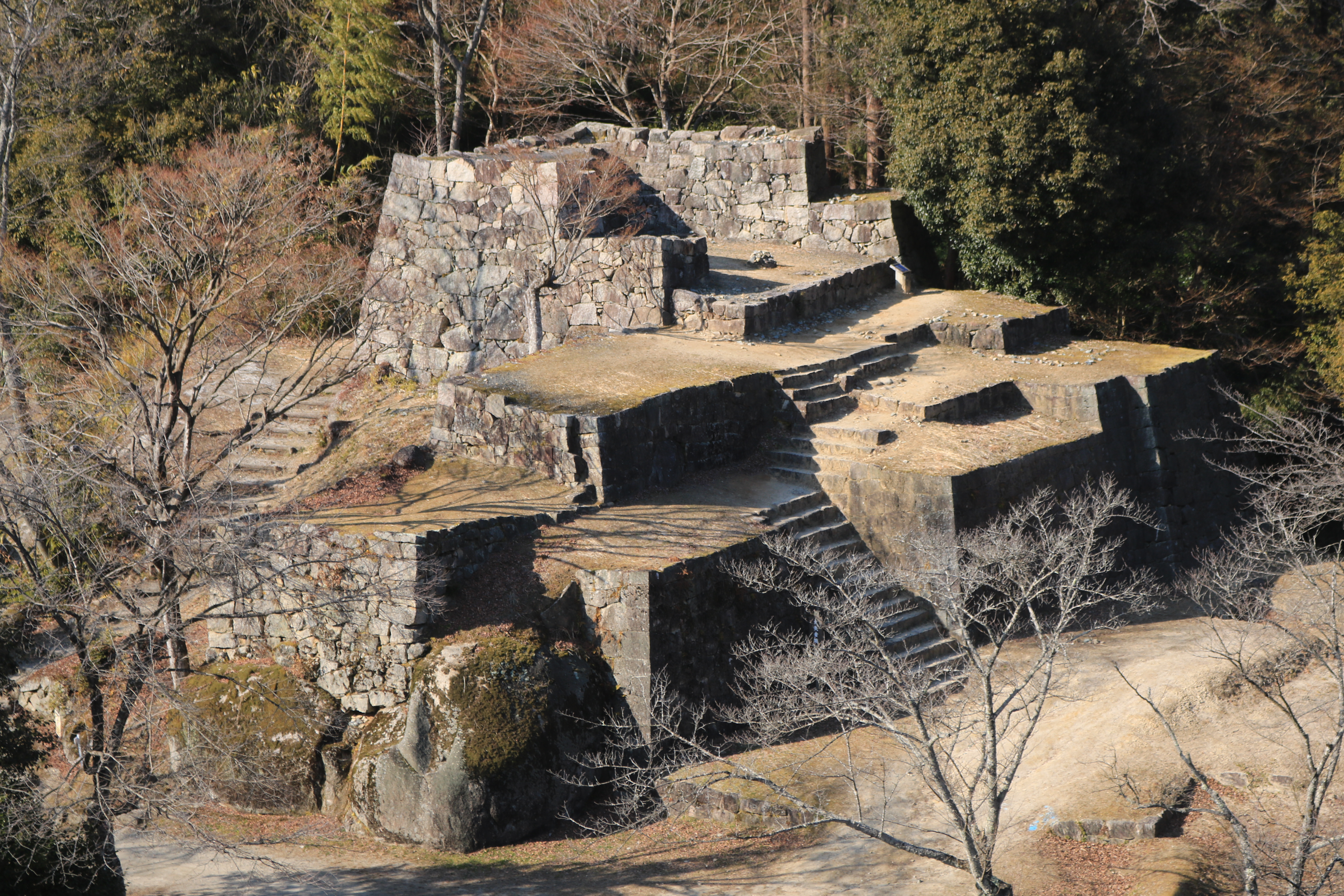
三之丸遗址
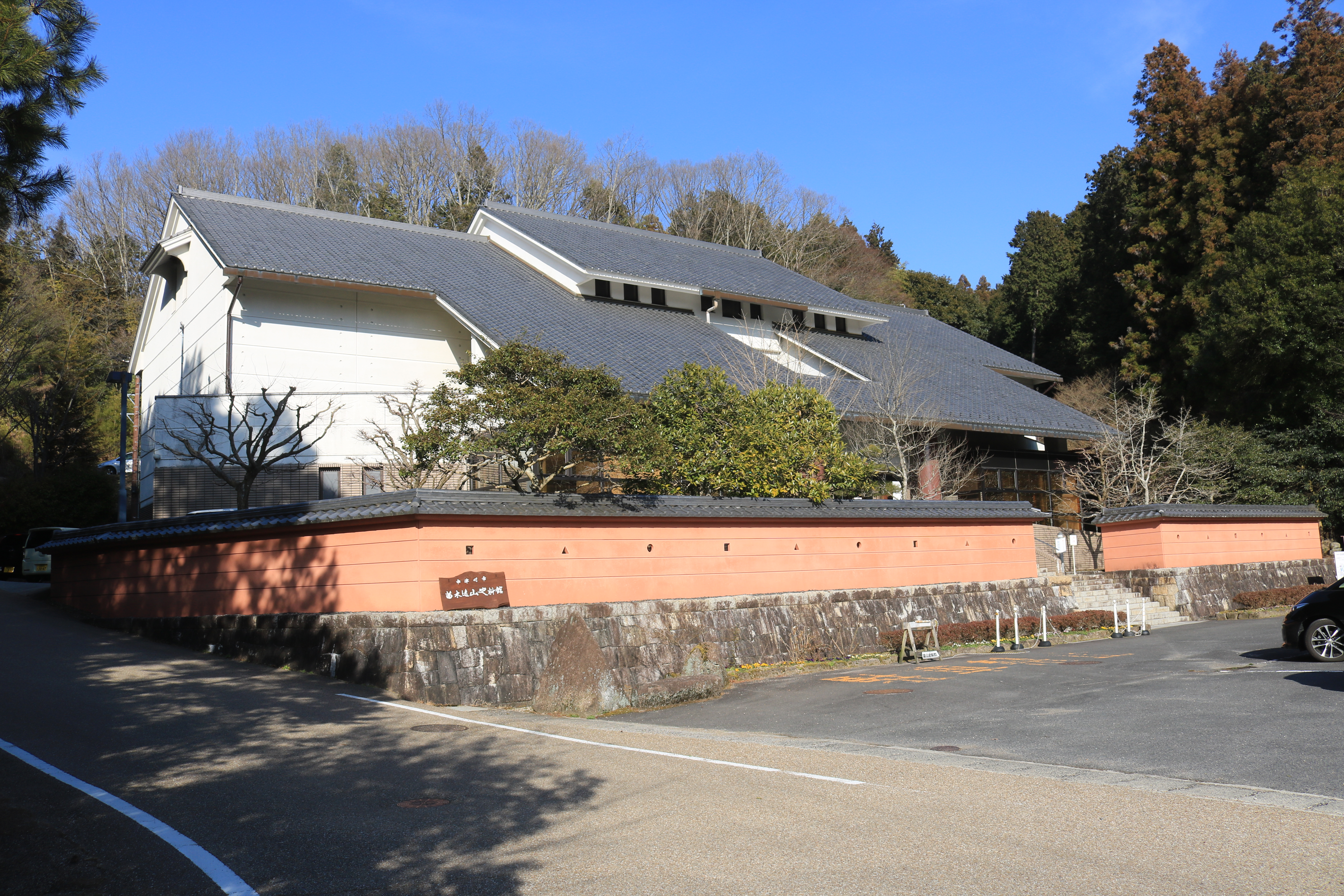
中津川市苗木远山资料馆
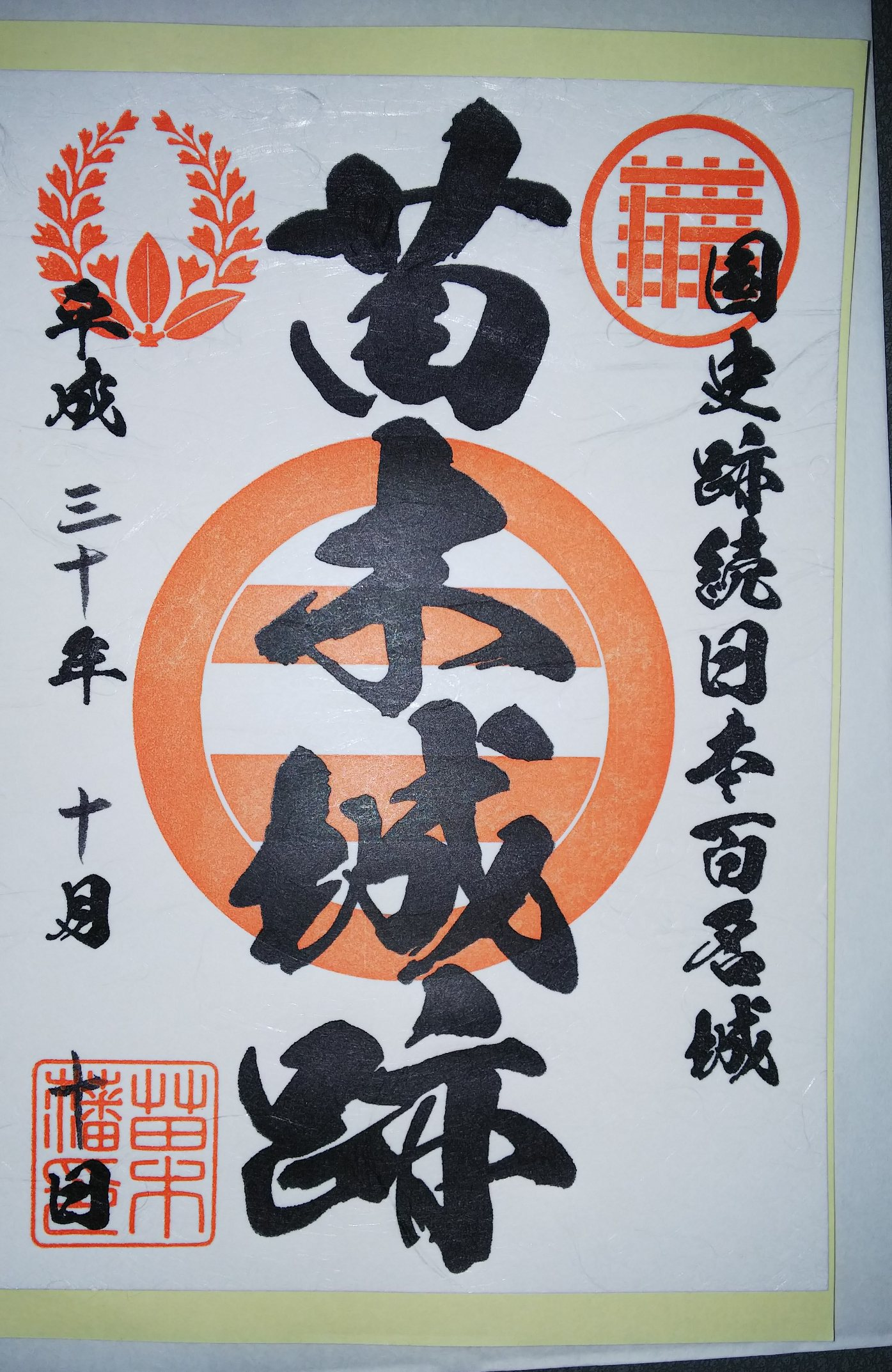
御朱印，苗木远山资料馆